# ジャスティン・バーサ
ジャスティン・バーサ（Justin Lee Bartha, 1978年7月21日 - ）は、アメリカ合衆国の俳優。代表作は『ナショナル・トレジャー』シリーズ、『ハングオーバー!』シリーズなど。

## 生い立ち
フロリダ州フォートローダーデールで、不動産業者スティーブンと教師ベティの間に生まれ、ミシガン州ウエスト・ブルームフィールドで育った。ジェフリーと言う名の兄弟がおり、バーサ本人はユダヤ教徒である。1995年にWest Bloomfield High Schoolを卒業した。

## キャリア
『アナライズ・ミー』で進行主任に回ったことで映画人としてのキャリアを開き、1999年に短編映画『Tag』で俳優デビュー。その後短編映画『Highs and Lows』の脚本・監督を行い、この映画は2003年にSouth by Southwest映画祭で公開された。 またMTV向けに脚本・製作を担当した『The Dustin and Justin Show』のパイロット版に出演した。
『ジーリ』と『Carnival Sun』でメインキャラクターを演じた後、『ナショナル・トレジャー』で脇役ライリー・プールを演じた。
2006年に『恋するレシピ 〜理想のオトコの作り方〜』に出演した後、同年3月28日からNBCで放送されたテレビシリーズ『Teachers』で主役を務めたが、この番組は同年5月15日に打ち切りになった。
2007年11月、インデペンデント・コメディドラマ映画『Holy Rollers』に出演することが発表され、演じるキャラクターは麻薬売人になっていく若き敬虔なユダヤ人で、撮影は2008年春からニューヨークで行われた。
その後バート・フレインドリッチの新作『理想の彼氏』でキャサリン・ゼタ＝ジョーンズと共演するという発表があり、2008年4月から6月までニューヨークで撮影が行われた。
バーサはフランス映画『Shoe At Your Foot』に出演予定がある。この映画は、パリで荷物をなくした若者が、見つけてくれたフランス人女性と恋に落ちるという内容になっている。
『ハングオーバー!』シリーズでは、ダグ・ビリングス役を演じている。

## 私生活
2008年5月からアシュレー・オルセンとつきあっていたが、2011年3月に破局した。過去にはリディア・ハーストとも付き合ったことがある。

## 出演作品
| 映画       | 映画                                                                             | 映画                   | 映画                           |
| 公開年     | 作品名                                                                           | 役名                   | 備考                           |
| ---------- | -------------------------------------------------------------------------------- | ---------------------- | ------------------------------ |
| 1999       | Tag                                                                              | Kip Woffard            |                                |
| 2003       | ジーリ Gigli                                                                     | ブライアン             |                                |
| 2003       | Carnival Sun                                                                     | Adam Roam              |                                |
| 2004       | 強制捜査 Strip Search                                                            |                        | テレビ映画                     |
| 2004       | ナショナル・トレジャー National Treasure                                         | ライリー・プール       |                                |
| 2005       | NOセックス、NOライフ! Trust the Man                                              | Jasper Bernard         |                                |
| 2006       | 恋するレシピ 〜理想のオトコの作り方〜 Failure to Launch                          | エース                 |                                |
| 2007       | ナショナル・トレジャー リンカーン暗殺者の日記 National Treasure: Book of Secrets | ライリー・プール       |                                |
| 2009       | The Station                                                                      | Eric                   | テレビ映画                     |
| 2009       | 理想の彼氏 The Rebound                                                           | Aram Finklestein       |                                |
| 2009       | ハングオーバー! 消えた花ムコと史上最悪の二日酔い The Hangover                    | ダグ・ビリングス       |                                |
| 2009       | 恋は3,000マイルを越えて Shoe at Your Feet                                        | ジャック               |                                |
| 2009       | バッド・トリップ 100万個のエクスタシーを密輸した男 Holly Rollers                 | ヨセフ・ジマーマン     |                                |
| 2009       | Long Time Gone                                                                   | Henry                  |                                |
| 2009       | ニューヨーク、アイラブユー New York, I Love You                                  | サラのボーイフレンド   |                                |
| 2011       | ハングオーバー!! 史上最悪の二日酔い、国境を越える The Hangover Part II           | ダグ・ビリングス       |                                |
| 2011       | ダークホース 〜リア獣エイブの恋〜 Dark Horse                                     | リチャード             |                                |
| 2013       | ハングオーバー!!! 最後の反省会 The Hangover Part III                             | ダグ・ビリングス       |                                |
| 2018       | ジョン・デロリアン Driven                                                        | ハワード・ワイツマン   |                                |
| 2019       | クリティカル・ブロンド Against the Clock                                         | ピーター               |                                |
| 2021       | スイートガール Sweet Girl                                                        | サイモン・キーリー     | Netflixオリジナル映画          |
| テレビ番組 |                                                                                  |                        |                                |
| 放送年     | 作品名                                                                           | 役名                   | 備考                           |
| 2006       | Teachers                                                                         | Jeff Cahill            | メインキャスト 5話で打ち切り   |
| 2009       | Nyhetsmorgon                                                                     | Baksmällan             | スウェーデンの番組にゲスト出演 |
| 2012       | New Normal おにゅ〜な家族のカタチ The New Normal                                 | デヴィッド・ソーチャー | メインキャスト 計22話出演      |
| 2016       | Cooper Barrett's Guide to Surviving Life                                         | Josh Barrett           | メインキャスト 計13話出演      |
| 2017-2018  | グッド・ファイト The Good Fight                                                  | コリン・モレロ         | メインキャスト 計17話出演      |